# Saïd Chiba
Saïd Chiba (àrab: سعيد شيبة, Saʿīd Xība) (Rabat, 28 de setembre de 1970) és un exfutbolista marroquí, que jugava com a migcampista. Amb la selecció del Marroc va estar present al Mundial de Futbol de 1998.

## Clubs
- 1988-1994: FUS de Rabat
- 1994-1996: Al Hilal Riyad
- 1996-1999: SD Compostela
- 1999-2001: Association Sportive Nancy-Lorraine
- 2001-2001: Motherwell FC
- 2001-2002: Aris FC
- 2002-2004 : Qatar SC
- 2004-2005: Al Emirates Ras Al-Khaima
- 2005-2006: FUS de Rabat